# Torneo de Hamburgo 2015
El bet-at-home Open - German Tennis Championships 2015 es un torneo de tenis perteneciente a la ATP en la categoría de ATP World Tour 500. Se disputa desde el 27 de julio al 2 de agosto de 2015 sobre tierra batida en el Rothenbaum Tennis Center, en la ciudad de Hamburgo, Alemania.

## Cabezas de serie

### Individual
| Tenista                | Ranking | Preclasificado |
| Rafael Nadal           | 10      | 1              |
| Tommy Robredo          | 21      | 2              |
| Roberto Bautista Agut  | 22      | 3              |
| Andreas Seppi          | 24      | 4              |
| Pablo Cuevas           | 25      | 5              |
| Juan Mónaco            | 27      | 6              |
| Guillermo García-López | 28      | 7              |
| Fabio Fognini          | 32      | 8              |

### Dobles
| Pareja                       | Ranking | Preclasificada |
| Simone Bolelli Fabio Fognini | 18      | 1              |
| Alexander Peya Bruno Soares  | 34      | 2              |
| Jamie Murray John Peers      | 39      | 3              |
| Pablo Cuevas David Marrero   | 52      | 4              |

## Campeones

### Individual Masculino
Rafael Nadal venció a  Fabio Fognini por 7-5, 7-5.

### Dobles Masculino
Jamie Murray /  John Peers vencieron a  Juan Sebastián Cabal /  Robert Farah por 2-6, 6-3, [10-8].